# Volley-Ball Club Chamalières 2021-2022
Questa voce raccoglie le informazioni riguardanti il Volley-Ball Club Chamalières nelle competizioni ufficiali della stagione 2021-2022.

## Organigramma societario
Area direttiva
- Presidente: Mylène Toubani-Bardet

Area tecnica
- Allenatore: Atman Toubani

## Rosa
| N° | Nome              | Ruolo | Data di nascita   | Nazionalità sportiva |
| -- | ----------------- | ----- | ----------------- | -------------------- |
| 1  | Estelle Adiana    | O     | 14 maggio 1987    | Camerun              |
| 4  | Greisy Finé       | O     | 21 luglio 1999    | Cuba                 |
| 6  | Manon Bernard     | L     | 23 gennaio 1993   | Francia              |
| 8  | Alex Merle        | L     | 10 agosto 2000    | Francia              |
| 9  | Claudia Hernandez | S     | 9 gennaio 1997    | Cuba                 |
| 10 | Eva Elouga        | C     | 14 ottobre 1999   | Francia              |
| 11 | Pilar Victoriá    | S     | 11 ottobre 1995   | Porto Rico           |
| 12 | Wilmarie Rivera   | P     | 24 febbraio 1997  | Porto Rico           |
| 14 | Yolande Amana     | P     | 15 settembre 1997 | Camerun              |
| 15 | Jessica Aguilera  | C     | 25 maggio 1999    | Cuba                 |
| 18 | Paola Rojas       | C     | 26 gennaio 1996   | Porto Rico           |
| 20 | Diaris Pérez      | S     | 16 novembre 1998  | Cuba                 |